# Horst Bollmann
Horst Bollmann (Dessau, 11 febbraio 1925 – Berlino, 7 luglio 2014) è stato un attore tedesco, che fu attivo principalmente in campo televisivo e teatrale.
Sul piccolo schermo, partecipò ad una sessantina di differenti produzioni, a partire dall'inizio degli anni sessanta. Tra i suoi ruoli principali, figurano, tra l'altro, quello di Padre Malachias Berger nel film Das Wunder des Malachias (1961), quello di Lothar Krake nel film TV Das ausgefüllte Leben des Alexander Dubronski (1967),, quello di Henry Hutchins nel film TV Der eiserne Henry (1968), quello di Hercule Poirot nel film TV Black Coffee (1973), quello di Oskar nella serie televisiva Felix und Oskar (1980), ecc.

## Biografia
Horst Bollmann nasce a Dessau l'11 febbraio 1925.
Fa le prime esperienze teatrali negli anni quaranta, calcando le scene del cabaret letterario Die Wäscheleine, a Düsseldorf.
Nel 1961, fa il proprio debutto sul grande schermo, recitando nel ruolo del protagonista nel film diretto da Bernhard Wicki Das Wunder des Malachias.
Nel 1968, si aggiudica la ninfa d'oro per il ruolo di Lothar Krake nel film TV Das ausgefüllte Leben des Alexander Dubronski.
Tra la seconda metà degli anni ottanta e la seconda metà degli anni novanta, compare come guest star in tre episodi della serie televisiva L'ispettore Derrick, ovvero Pietà per l'assassino (1986, dove interpreta il ruolo di Georg Bothe), Pura follia (1987, dove interpreta il ruolo del Signor Mertens) e Le notti del cappellano (1997, dove interpreta il ruolo di Notting).
Muore il 7 luglio 2014, all'età di 89 anni, dopo una lunga malattia.

## Filmografia parziale

### Cinema
- Das Wunder des Malachias, regia di Bernhard Wicki (1961)
- Die Transaktion - cortometraggio (1967)
- Die Mitläufer (1985)

### Televisione
- Eiche und Angora - film TV (1964)
- Das Millionending - miniserie TV (1966)
- Das ausgefüllte Leben des Alexander Dubronski - film TV (1967)
- Der eiserne Henry - film TV (1968)
- Der Lauf des Bösen - film TV (1969)
- Wie ein Blitz - miniserie TV (1970)
- Black Coffee - film TV (1973)
- Zwischenstationen - serie TV, 1 episodio (1974)
- Squadra speciale K1 - serie TV, 2 episodio (1974-1977)
- Hundert Mark - serie TV (1975)
- Tatort - serie TV (1977-1995)
- Felix und Oskar - serie TV (1980)
- So lebten sie alle Tage - serie TV (1984)
- Krimistunde - serie TV, 1 episodio (1985)
- Alte Gauner - serie TV, 1 episodio (1985)
- L'ispettore Derrick - serie TV, ep. 13x10, regia di Gero Erhardt (1986)
- Wer erschoss Boro? - miniserie TV (1987)
- L'ispettore Derrick - serie TV, ep. 14x04, regia di Horst Tappert (1987)
- L'arca del dottor Bayer - serie TV, 1 episodio (1987)
- Abendstunde im Spätherbst - film TV (1988)
- La clinica della Foresta Nera - serie TV, 1 episodio (1988)
- Die Bank ist nicht geschädigt - film TV (1991)
- Taxi nach Rathenow - film TV (1991)
- Un caso per due - serie TV, 1 episodio (1992)
- Heidi und Erni - serie TV, 1 episodio (1992)
- Liebe ist Privatsache - serie TV (1993)
- La nave dei sogni - serie TV, 4 episodi (1993-2002) - ruoli vari
- Mutter, ich will nicht sterben! - film TV (1994)
- Flucht ins Paradies - miniserie TV (1995)
- L'ispettore Derrick - serie TV, ep. 24x07, regia di Eberhard Itzenplitz (1997)
- Singapur-Express - Geheimnis einer Liebe - film TV (2002)
- Edgar Wallace - Whiteface - film TV (2002)

## Doppiaggi
- Jack Lemmon in Ein seltsames Paar[2]

## Doppiatori italiani
- Gianni Musy in L'ispettore Derrick - serie TV, ep. 24x07 (1997)

## Premi e riconoscimenti
- 1968: Ninfa d'oro per Das ausgefüllte Leben des Alexander Dubronski[2]